# Charles Dupaty
Louis-Marie-Charles-Henri Mercier Dupaty, född den 29 september 1771 i Bordeaux, död den 12 november 1825 i Paris, var en fransk bildhuggare. Han var son till Jean-Baptiste Mercier Dupaty och bror till Emmanuel Dupaty. 
Dupaty blev 1816 medlem av Franska institutet och 1825 professor vid École des beaux-arts. Dupaty, som var lärjunge av Lemot, förde sin mejsel med talang och smak. Bland hans arbeten märks Venus genetrix, Venus och Paris, Ajax förföljd av Neptunus vrede och Ludvig XIII:s ryttarstaty (i marmor, 1825) på Place des Vosges i Paris.